# Constance
Constance (1998) var den første pornofilm produceret af Zentropas pornofilmselskab Puzzy Power. Det var første gang nogensinde, et anerkendt mainstream-filmselskab åbent har produceret en regulær pornofilm.
Filmen er instrueret af Knud Vesterskov og handler om en ung kvinde, Constance (Anaïs), der indvies i seksualitetens mysterier af den erfarne Lola (Katja Kean). I Lolas hus møder hun husslaven Paw (Niels Dencker) og skovmanden Eg (Mark Duran). Handlingen fortælles i flashback via en rammestruktur med lyriske dagbogscitater og fortællerstemmer indtalt af Christiane Bjørg Nielsen og Hella Joof.
Både Constance og og efterfølgeren Pink Prison fik international opmærksomhed og blev de bedst solgte sexvideoer i Skandinavien. I 2001 blev Constance i USA nomineret til tre AVN Awards for Bedste Scenografi, Bedste Musik og Bedste Fotografering. Den 12. marts 2006 blev pornografien frigivet i Norge, efter en positiv kvalitativ vurdering af Constance og Pink Prison.